# Borgholms kallbadhus
Borgholms kallbadhus är ett kallbadhus i Borgholm på Öland. 

## Historik
Det allra första badhuset i Borgholms hamn uppfördes 1865 i den östra delen av hamnen och var ett kombinerat varm- och kallbadhus.
Ett kallbadhus i den västra delen av hamnen stod först klart år 1882, på samma plats där det nuvarande kallbadhuset står. Byggnaden uppfördes efter ritningar av ingenjör John Löfmark, Kalmar. Det ödelades av en storm i februari 1934, men byggdes upp på nytt samma år, i en mindre storlek, klart att öppnas till midsommar.
Det år 1934 återuppförda badhuset drabbades av samma öde som badet byggt 1882. En kraftig storm spolade upp badhuset på land i början av januari 1954. Det var tveksamt om man skulle ha råd att bygga ett nytt badhus, men genom att på förslag av stadsingenjör Bertil Smedberg återanvända det ilandflutna virket kunde kostnaden halveras. Ett nytt, men betydligt enklare kallbadhus stod på plats lagom till badsäsongens början samma år.
Cirka femtio år senare, i början av 2000-talet, var badhuset i så dåligt skick, att Borgholms kommun som idag äger och driver anläggningen, stod inför valet att antingen stänga det eller bygga nytt. De bärande balkarna var kraftigt angripna av rost, och virket i soldäcken var murket. Man beslöt att bygga ett nytt badhus och lyckades också att erhålla EU-bidrag till projektet. Det nuvarande badhuset togs i bruks i midsommarveckan 2003. Byggnaden är ritad av stadsarkitekt Leo Eriksson, Borgholm.

## Bildgalleri

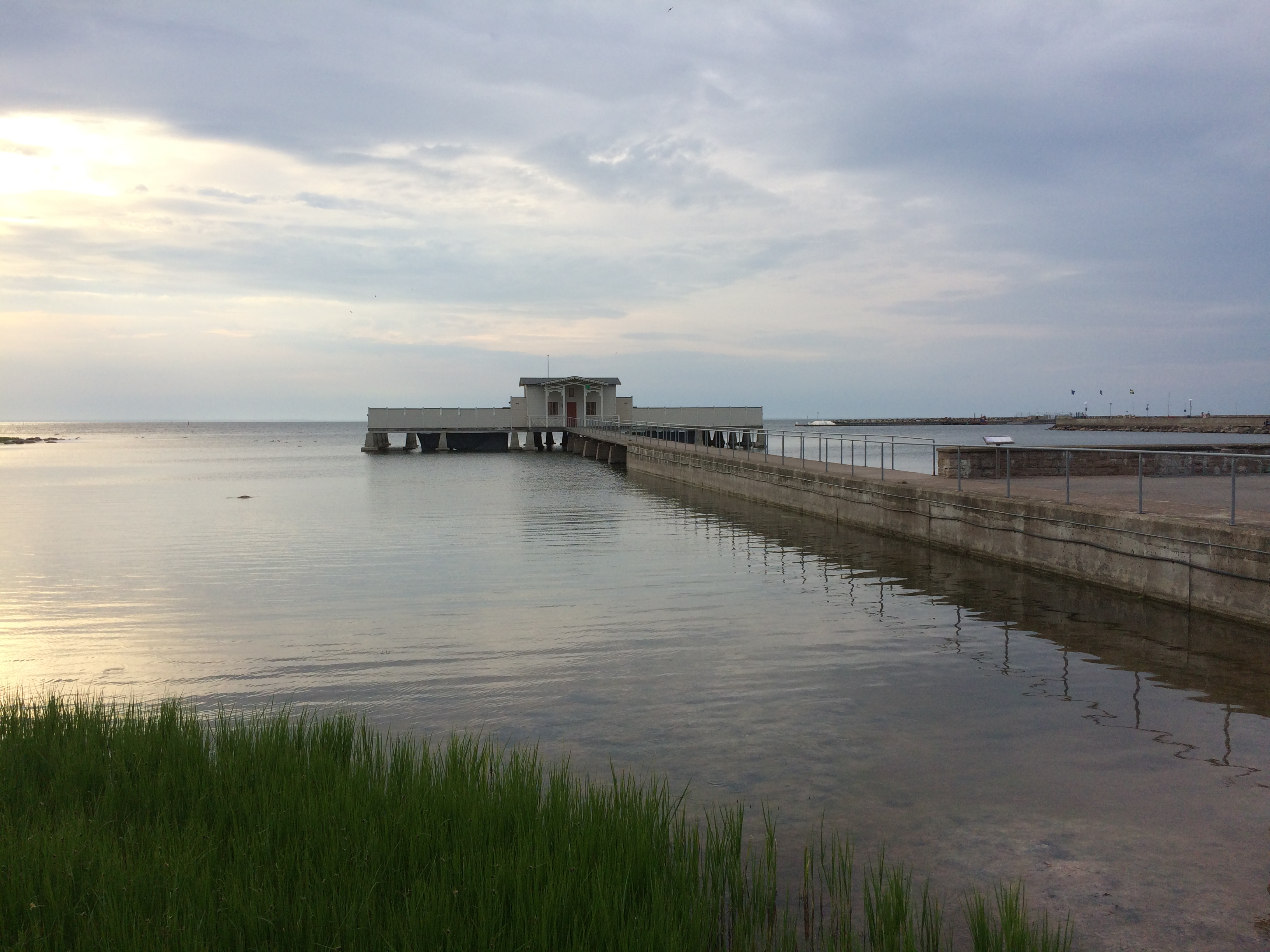
Badhuset sett från stranden
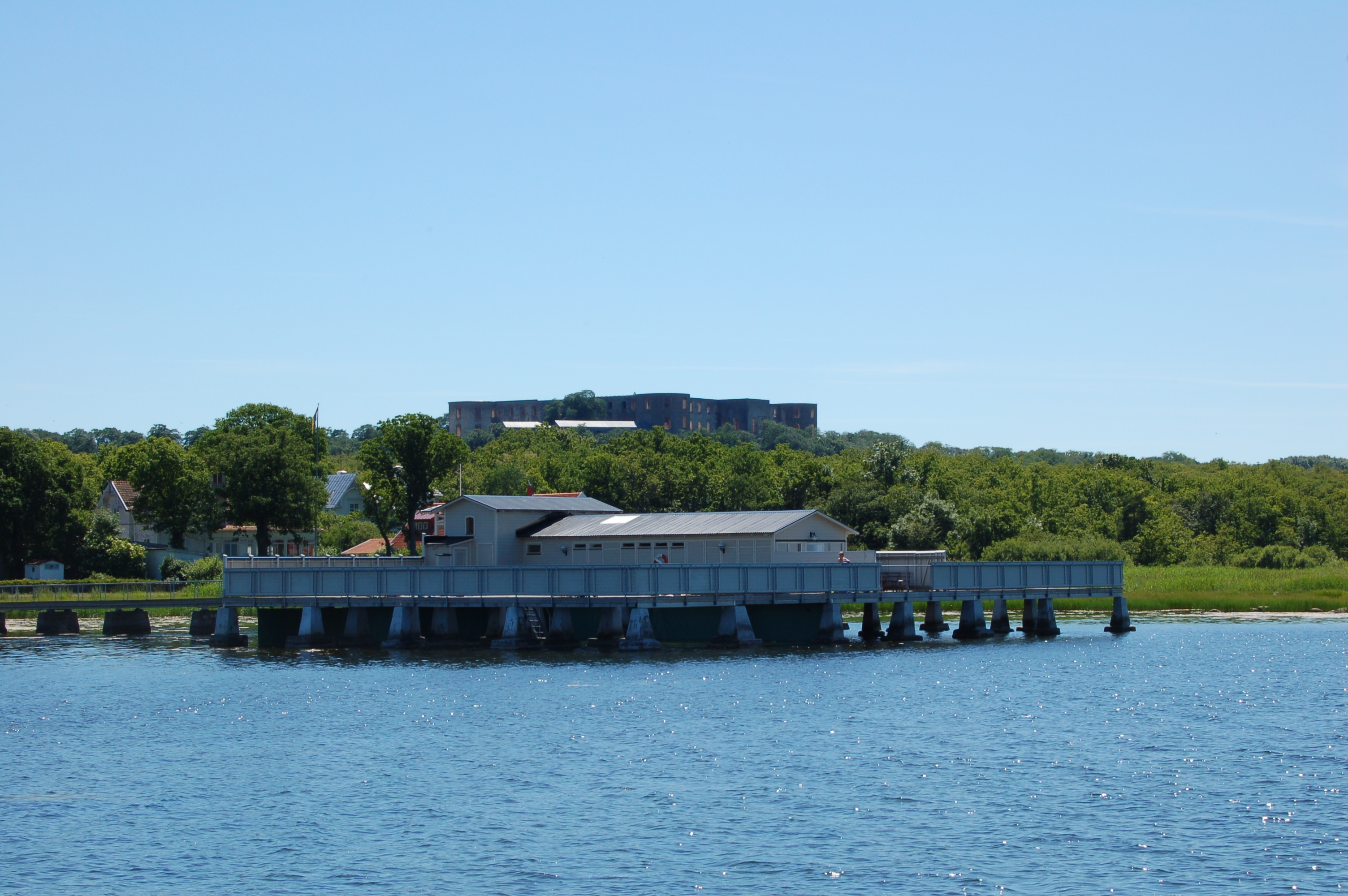
Badhuset sett från sjön, med Borgholms slottsruin i bakgrunden